# Mäliste
Mäliste – wieś w Estonii, prowincji Rapla, w gminie Märjamaa.